# Moe Lemay
Maurice „Moe“ Lemay (* 18. Februar 1962 in Saskatoon, Saskatchewan; † 18. Oktober 2024) war ein deutsch-kanadischer Eishockeyspieler, der unter anderem für die Vancouver Canucks, Edmonton Oilers, Boston Bruins und Winnipeg Jets in der National Hockey League (NHL) sowie für verschiedene Vereine in Deutschland aktiv war. Im Jahr 1987 gewann er mit Edmonton den Stanley Cup.

## Karriere
Moe Lemay begann seine Karriere bei den Ottawa 67’s in der Ontario Hockey League, einer der drei Top-Juniorenligen Kanadas. Der Flügelstürmer, der im Nachwuchsbereich auch auf der Center-Position eingesetzt wurde, steigerte seine Punkteausbeute dort Jahr für Jahr deutlich. Nachdem er im NHL Entry Draft 1980 noch übergangen worden war, obwohl er bereits zur Wahl stand, wurde er ein Jahr später beim Draft 1981 in der fünften Runde von den Vancouver Canucks ausgewählt. In der darauffolgenden Spielzeit erzielte er für Ottawa durchschnittlich mehr als zwei Scorerpunkte. Anfang Januar 1982 gewann er mit der kanadischen U20-Nationalmannschaft die Goldmedaille bei der Junioren-Weltmeisterschaft.
Die Canucks beriefen Lemay noch während der laufenden Saison 1981/82 in ihr Profiteam. Am 10. Februar 1982 gab er gegen die Toronto Maple Leafs sein Debüt in der National Hockey League. Sein erstes NHL-Tor erzielte er eine Woche später gegen die Boston Bruins, als ihm gleich ein Drei-Punkte-Spiel gelang. In den folgenden beiden Jahren verbrachte er jeweils einen Teil der Saison bei Fredericton Express, dem Farmteam der Canucks in der American Hockey League (AHL). Ab der Spielzeit 1984/85 konnte er sich dann vollends in der NHL durchsetzen. Wegen Verletzungen an der Hüfte und dem Knie kam er in der Saison 1985/86 insgesamt nur auf 48 Einsätze. Insbesondere das Knie machte ihm auch in den folgenden Jahren immer wieder Probleme.
Am 10. März 1987 wurde Lemay im Tausch mit Raimo Summanen an die Edmonton Oilers abgegeben. Mit seinem neuen Team gewann er wenige Wochen später den Stanley Cup. In den Playoffs kam er auf neun Einsätze, in denen er zwei Tore und eine Vorlage erzielte. In der Finalserie stand er allerdings nicht mehr auf dem Eis. Nachdem er in der folgenden Saison vor allem bei den Nova Scotia Oilers in der AHL eingesetzt worden war, wechselte er während der Spielzeit im März 1988 im Tausch für Alan May zu den Boston Bruins. Er erreichte ein zweites Mal in Folge das Finale um den Stanley Cup, unterlag dieses Mal jedoch gegen sein ehemaliges Team aus Edmonton. Den Beginn der Saison 1988/89 verpasste er wegen einer neuerlichen Knieverletzung und hatte anschließend Schwierigkeiten, sich bei den Bruins und nach einem weiteren Wechsel auch bei den Winnipeg Jets, die ihn im Dezember 1980 gegen Ray Neufeld eingetauscht hatten, in der NHL durchzusetzen.
Im Sommer 1989 entschied sich Lemay, seine Karriere in Europa fortzusetzen, wo er zunächst für den EC KAC in Österreich und den Zürcher SC in der Schweiz spielte. Für Team Canada nahm er zudem am Spengler Cup 1989 teil. Ein Jahr später holte ihn der ECD Sauerland nach Deutschland. In der 2. Bundesliga war er in der Saison 1990/91 mit 115 Punkten aus 47 Spielen der dritterfolgreichste Scorer. Nach zwei Jahren in Iserlohn spielte er ab 1992 ebenso lange beim EC in Hannover. Über den ETC Timmendorfer Strand und den EC Bad Nauheim kam er 1996 zu den Wedemark Scorpions in die Deutsche Eishockey Liga (DEL), wo er mit acht Toren und elf Vorlagen in 44 Spielen aber hinter den Erwartungen zurückblieb. Er kehrte in die zweithöchste deutsche Spielklasse zurück, wo er noch einmal für Bad Nauheim und außerdem für den Braunlager EHC/Harz und die Crocodiles Hamburg spielte, ehe er im Jahr 2000 seine Karriere beendete.
Lemay starb am 18. Oktober 2024 im Alter von 62 Jahren.

## Erfolge und Auszeichnungen
- 1982 OHL First All-Star-Team
- 1982 Goldmedaille bei der U20-Junioren-Weltmeisterschaft
- 1987 Stanley-Cup-Gewinn mit den Edmonton Oilers

## Karrierestatistik

### International
Vertrat Kanada bei:
- U20-Junioren-Weltmeisterschaft 1982

(Legende zur Spielerstatistik: Sp oder GP = absolvierte Spiele; T oder G = erzielte Tore; V oder A = erzielte Assists; Pkt oder Pts = erzielte Scorerpunkte; SM oder PIM = erhaltene Strafminuten; +/− = Plus/Minus-Bilanz; PP = erzielte Überzahltore; SH = erzielte Unterzahltore; GW = erzielte Siegtore; 1 Play-downs/Relegation; Kursiv: Statistik nicht vollständig); 2nur Saison 1998/99

## Persönliches
Moe Lemay wuchs teilweise in Deutschland auf, weil sein Vater als Soldat der Royal Canadian Air Force dort stationiert war, bis sich die Familie in Ottawa niederließ. Lemay wurde nach dem Lieblingseishockeyspieler seines Vaters, Maurice Richard, benannt. Nach seinem Karriereende lebte er eine Zeit lang in Iserlohn.